# Tennistoernooi van Memphis 2008
Het tennistoernooi van Memphis in 2008 werd van 24 februari tot en met 2 maart 2008 op de hardcourt-binnenbanen van de Racquet Club of Memphis in de Amerikaanse stad Memphis (Tennessee) gespeeld. De officiële naam van het toernooi was Regions Morgan Keegan Championships and the Cellular South Cup.
Het toernooi bestond uit twee delen:
- WTA-toernooi van Memphis 2008, het toernooi voor de vrouwen
- ATP-toernooi van Memphis 2008, het toernooi voor de mannen

ATP-toernooi van Memphis – WTA-toernooi van Memphis

2002 · 2003 · 2004 · 2005 · 2006 · 2007 · 2008 · 2009 · 2010 · 2011 · 2012 · 2013